# إريك جالفيز
اريك جالفيز (بالإسبانية: Eric Gálvez)‏ هو لاعب إسكواش مكسيكي، ولد في 4 أكتوبر 1983 في مدينة بويبلا في المكسيك.

## وصلات خارجية
- اريك جالفيز على موقع الاتحاد الدولي لمحترفي الاسكواش (مؤرشف) (الإنجليزية)
- اريك جالفيز على موقع SquashInfo.com (الإنجليزية)